# Șevcenka, Litîn
Șevcenka (în ucraineană Шевченка) este localitatea de reședință a comunei Șevcenka din raionul Litîn, regiunea Vinnița, Ucraina.

## Demografie
Componența lingvistică a localității Șevcenka
     Ucraineană (100%)
Conform recensământului din 2001, toată populația localității Șevcenka era vorbitoare de ucraineană (100%).